# Marc Marie Marquis de Bombelles

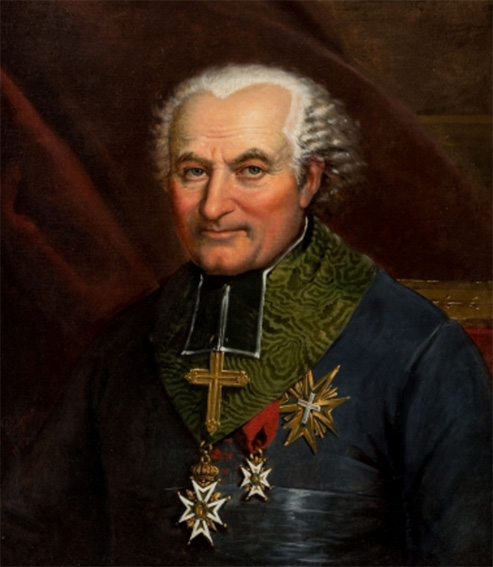
Marc Marie Marquis de Bombelles

Marc Antoine Marie Marquis de Bombelles (* 6. Oktober 1744 in Bitsch, Lothringen; † 22. Februar 1822 in Paris) war ein französischer Diplomat und Geistlicher. Sein Vater war Erzieher des Herzogs von Orleans.

## Leben
Bombelles diente im Siebenjährigen Krieg in der französischen Armee. 1765 wechselte er in den diplomatischen Dienst. Nach verschiedenen diplomatischen Missionen, die ihn unter anderem an den Immerwährenden Reichstag nach Regensburg führten, wurde er 1786 französischer Botschafter in Portugal.
Anfang 1789 wechselte er nach Wien. Die Französische Revolution bedeutete schließlich das Ende seiner diplomatischen Karriere, denn im September 1790 wurde er seines Amts enthoben. Er blieb Ludwig XVI. verbunden und reiste in geheimen Missionen zu verschiedenen herrschenden Fürsten, um deren Unterstützung für Ludwig zu erreichen. 1792 emigrierte er und lebte (nach dem Sieg der Revolutionsarmee in Valmy) zurückgezogen in der Schweiz auf Schloss Warten. Nach dem Tod seiner Frau, Madame Marie-Angélique de Bombelles (eine geborene von Mackau, 1762–1800), trat er in das damals österreichische Kloster Brünn ein, empfing am 14. August 1803 die Priesterweihe und wurde schließlich Dechant von Oberglogau bei Neustadt in Oberschlesien. 1815 kehrte er nach Frankreich zurück. Am 17. September 1817 wurde er zum Bischof von Amiens gewählt; die päpstliche Bestätigung folgte am 1. Oktober desselben Jahres. Der Erzbischof von Reims, Jean-Charles de Coucy, spendete ihm am 3. Oktober 1819 die Bischofsweihe. Mitkonsekratoren waren der Bischof von Soissons, Jean-Claude Leblanc de Beaulieu, und der Bischof von Auxerre, Charles Mannay.

## Nachkommen
Bombelles hatte drei Söhne. Ludwig Philipp von Bombelles, der in Regensburg geboren worden war, war österreichischer Diplomat. Er wurde 1814 Botschafter in Dänemark und 1816 in Dresden; außerdem war er ein Vertrauter Klemens Wenzel Lothar von Metternichs. Heinrich Franz von Bombelles war österreichischer Diplomat und Erzieher Kaiser Franz Josephs. Charles-René de Bombelles (1785–1856) war Obersthofmeister und Minister am Hof von Parma und der dritte Ehemann der Marie-Louise von Österreich.